# 梅爾奇克河
梅爾奇克河（羅馬化：Merchyk）是烏克蘭的河流，位於該國東部哈爾科夫州，屬於梅爾拉河的左支流，發源自舊梅爾奇克東面，河道全長43公里，流域面積703平方公里。